# 日本テレビ系列
日本テレビ系列（にほんテレビけいれつ）とは、日本テレビ放送網（日本テレビ）をキー局とする放送事業者のネットワークである。

## 概要
日本テレビ（日テレ）系列には、2つのネットワークが存在している。一つは 日本ニュースネットワーク（Nippon News Network、NNN）であり、もう一つは日本テレビネットワーク協議会（Nippon Television Network System、NNS）である。前者はニュース番組を、後者はそれ以外の放送番組の供給をそれぞれ目的としている。
中波ラジオ局として始まったラジオ・テレビ兼営の老舗局（当該地区先発局）がTBS系列局に次いで多い。

## 日本テレビ系列の一覧

### 衛星放送
- BS日本（BS日テレ）→Broadcasting Satellite
- 日テレNEWS24（旧・NNN24[注 3]）
- 日テレジータス
- 日テレプラス ドラマ・アニメ・音楽ライブ

## OTTサービス
この系列に属するOTTサービスは、「日テレ無料TADA!」（それ以外の番組）と｢ytv MyDo!｣（読売テレビ製作番組および同局にネットされるUHFアニメ）があり、双方ともTVerへと二次供給されている。前者は、日本テレビや同系列局が制作した番組に加え、独立テレビ局製作番組もあり、TOKYO MX製作番組や同局にネットされる番組は、TOKYO MXが直接運営するOTTサービスのエムキャスとの相互配信が実施されていたが、同サービス終了翌月の2024年7月以降から自社制作番組のみ見逃し配信サービスに完全移行された。また、全国高等学校サッカー選手権大会の中継はTVerのみでライブ配信やアーカイブ配信が実施され、全試合映像は、｢民間放送43社｣の製作局名義かつ制作担当局に関わらず日本テレビ系列に属した番組扱いで配信されている。

## 関連する法人
日本テレビ系列に関連する法人に、公益財団法人日本テレビ小鳩文化事業団がある。
同事業団は、1973年に設立されて日本テレビ系列各社が出捐した「財団法人日本テレビ系列愛の小鳩事業団」と、1976年に日本テレビによって設立された「財団法人日本テレビ放送網文化事業団」を統合し、2012年4月に発足した。
日本テレビ系列各社では「愛の小鳩事業団」の下、障害者福祉に関する活動を実施しており、「小鳩文化事業団」統合後も点字カレンダー配布などの取り組みが継続されている。